# Đorđe Lazić
Đorđe Lazić (Belgrád, 1996. május 19. –)  (szerb cirill átírással: Ђорђе Лазић) olimpiai bajnok szerb válogatott vízilabdázó.

## Eredmények

### Klubcsapattal

#### Partizan Beograd
- Szerb bajnokság: Aranyérmes: 2017-18

#### Szolnoki Dózsa
- Magyar bajnokság: Bronzérmes: 2018-19